# Pirati dei Caraibi - La maledizione del forziere fantasma
Pirati dei Caraibi - La maledizione del forziere fantasma (Pirates of the Caribbean: Dead Man's Chest) è un film del 2006 diretto da Gore Verbinski.
Scritto da Ted Elliott e Terry Rossio, la pellicola, secondo capitolo del franchise Pirati dei Caraibi, è il sequel de La maledizione della prima luna. Le riprese del film si sono svolte contemporaneamente a quelle del suo seguito: Pirati dei Caraibi - Ai confini del mondo, uscito un anno dopo.
L'anteprima de La maledizione del forziere fantasma è avvenuta il 24 giugno 2006 al Disneyland ad Anaheim in California, il giorno successivo è stata riaperta al pubblico la famosa attrazione che ha ispirato la produzione del film.
Accolto tiepidamente dalla critica, ma campione di incassi, il film ha ottenuto diversi riconoscimenti, tra cui un Premio Oscar (su 4 candidature) per i migliori effetti speciali.

## Trama
Il giorno del loro matrimonio, Will Turner ed Elizabeth Swann vengono arrestati da Lord Cutler Beckett, governatore degli affari della Compagnia delle Indie Orientali, per aver aiutato il Capitano Jack Sparrow a fuggire. Lord Beckett concederà clemenza a Will soltanto se egli riuscirà a recuperare la bussola di Sparrow (capace di puntare verso ciò che chi la impugna desidera di più al mondo). Intanto, Jack Sparrow fugge da una prigione dopo aver ottenuto delle informazioni, ovvero il disegno di una chiave. Quella sera stessa, Jack riceve la visita di "Sputafuoco" Bill Turner, tornato vivo dopo la fine della maledizione descritta nel primo film e ora appartenente alla ciurma dell'Olandese Volante, nave capitanata dal temibile Davy Jones. Sputafuoco gli rammenta che tredici anni prima, Jones aveva recuperato dal fondo del mare la Perla Nera, nominando Jack capitano della stessa. Ora, in cambio di quel favore, Jack deve unirsi alla ciurma di Jones per non essere trascinato negli abissi assieme al suo veliero dal mostruoso Kraken e quindi, terrorizzato, ordina di fare vela verso la terraferma più vicina, cioè l'isola dei Pelegostos.
Will parte per ritrovare Jack, il quale nel frattempo si è nascosto sull'isola dei Pelegostos e costoro, che sono una tribù di cannibali, lo hanno rapito assieme alla sua ciurma. Intanto, il governatore Swann fa evadere Elizabeth, che è sua figlia, dal carcere di Port Royal ma viene catturato e imprigionato da Ian Mercer, braccio destro di Beckett, mentre la ragazza si imbarca clandestinamente su un mercantile diretto a Tortuga. Dopo essere fuggiti dall’isola dei Pelegostos, Will, Jack e la sua ciurma si recano a Cuba per incontrare la sacerdotessa vudù Tia Dalma, la quale rivela loro che Jones custodisce il proprio cuore pulsante nel Forziere Fantasma e che è egli stesso a custodire la chiave per aprirlo. Rintracciata l'Olandese Volante, Will si accorda con Jack per prendere la chiave e scambiarla con la bussola, ma viene catturato dalla ciurma nemica; Jack vuole quindi ingannare Davy Jones cedendogli Will per prendere tempo, pugnalare il suo cuore e poi tornare a salvare il ragazzo ma Jones esige altre 99 anime in cambio della propria.
A Tortuga, Jack arruola una nuova ciurma per la sua ricerca, inclusi Elizabeth e James Norrington (quest'ultimo ridottosi a sudicio ubriacone dopo le dimissioni dalla Marina britannica) e chiede ad Elizabeth di usare la sua bussola magica per rintracciare il forziere fantasma al solo scopo di liberare Will: Jack, infatti, non riesce ad usarla perché il suo desiderio di trovare il forziere non è puro in quanto contrastato dalla paura. Intanto a bordo dell'Olandese Volante, Will incontra suo padre Sputafuoco Bill, il quale lo aiuta a rubare la chiave e a scappare dalla nave. Il giorno dopo, Will, molto debole dopo tutte le torture subite, viene recuperato da un mercantile (lo stesso che ospitò Elizabeth sotto mentite spoglie) ma il Kraken, invocato da Jones, li assale. Will si salva fortunosamente in mare e si nasconde proprio sull'Olandese Volante.
Le ciurme dell'Olandese e della Perla Nera arrivano presso l'Isla Cruces, dove si trova il Forziere Fantasma. Qui si innesca un conflitto tra Jack, Will e Norrington, che diventano tra loro nemici in quanto corrotti dal desiderio di avere il cuore per sé: Jack vorrebbe usarlo per costringere Jones a richiamare il Kraken e garantire la libertà per sé e la sua ciurma; Will lo vuole pugnalare per liberare suo padre; Norrington intende consegnarlo a Lord Beckett per riottenere il suo grado nella marina britannica. Alla fine è Jack ad appropriarsene, però Norrington, approfittando dello scontro di costui contro gli uomini - pesce, glielo ruba in segreto lasciando inoltre il forziere vuoto alla ciurma dell'Olandese.
Jack, messosi in salvo sulla Perla Nera con Elizabeth e Will, rivela il suo inganno a Davy Jones, e lo minaccia; furioso, Jones evoca il Kraken e lo scatena contro la Perla Nera; poco dopo Jack scopre che il cuore non c'è più e tenta di fuggire ma, non riuscendo ad abbandonare i suoi amici, torna indietro e ferisce il Kraken, facendo saltare un mucchio di barili di polvere da sparo e di rum. Successivamente ordina ai suoi uomini di abbandonare la nave ma Elizabeth, resasi conto che il leviatano vuole solo Jack, lo distrae seducendolo e lo ammanetta di sorpresa ad un albero della nave per punirlo di aver preferito il potere all'amicizia con Will; dunque fugge con gli altri sulla scialuppa mentre la Perla Nera e Jack vengono trascinati negli abissi dai tentacoli giganti. Sull'Olandese Volante si apre il forziere e si scopre che il cuore è stato trafugato e Davy Jones maledice Jack. Più tardi Norrington raggiunge Lord Beckett e gli consegna il cuore di Jones.
I superstiti della ciurma della Perla Nera trovano rifugio da Tia Dalma, dove ha luogo il funerale di Jack Sparrow. Le centinaia di schiavi che Jack ha salvato anni prima si presentano commemorandolo, mentre il resto del gruppo elabora il lutto, specialmente Gibbs, che commemora tristemente il suo migliore amico apparentemente perso per sempre. Tuttavia la sacerdotessa rivela loro che Jack può essere riportato in vita, poiché è tenuto prigioniero anima e corpo nello scrigno di Davy Jones, come una sorta di anima in pena, e che potrà essere quindi recuperato dalla Terra dei Morti. Così tutti quanti, compresa Elizabeth che si è pentita per aver punito così crudelmente Jack, decidono di intraprendere la folle impresa, mentre Tia Dalma presenta loro il capitano che li guiderà: il redivivo Hector Barbossa.
Nella scena dopo i titoli di coda, la tribù dei cannibali venera il suo nuovo capo: il cane della prigione, che siede sul trono tenendo in bocca un osso.

## Produzione

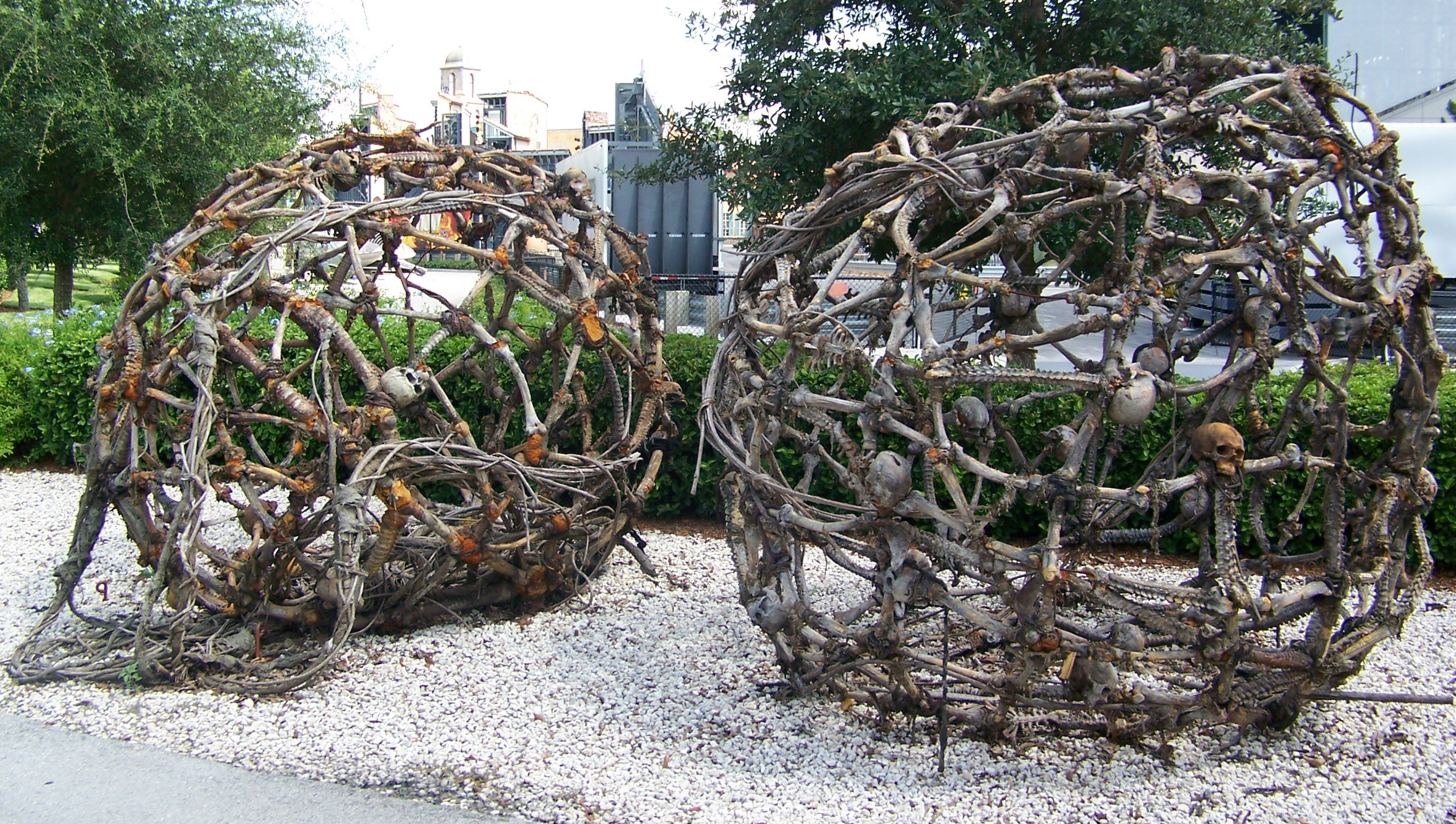
Le gabbie di ossa

La pre-produzione del film si è avviata il 22 ottobre 2004 mentre le riprese hanno avuto inizio il 28 febbraio 2005, ancora una volta a Jalisco (Messico) e a Barrouallie (Saint Vincent), oltre che nella Dominica e alle Bahamas, sul set sono stati impiegati più di 200 walkie talkie. Come accadde per la trilogia de Il Signore degli Anelli, anche le scene dei due seguiti di Pirati dei Caraibi sono state girate quasi simultaneamente, prediligendo quelle de La maledizione del forziere fantasma, i metri di pellicola girata hanno superato i 400.000. Le riprese del film sono terminate il 23 dicembre 2005. Il budget del film è stato di circa 225 000 000 di dollari, cosa che lo rende uno dei film più costosi mai realizzati.
La Perla Nera è stata realizzata partendo da una nave realmente esistita che porta il nome di Sunset. L'Olandese Volante misura 50 metri di lunghezza e pesa 420 tonnellate, per la sua realizzazione si sono ispirati al Vasa, un'enorme nave da guerra svedese ora ospitata dal museo Vasa di Stoccolma.
Il numero dei costumi preparati dalla costumista Penny Rose per Pirati dei Caraibi supera gli 8.000.
La lingua parlata dalla tribù dei Pelegostos all'inizio del film, è stata coniata appositamente per la pellicola, si chiama "Umshoko" e potrebbe essere parlata realmente.
Gli effetti speciali del film sono stati realizzati dalla Industrial Light & Magic, una società fondata nel 1977 da George Lucas, fondata allora appositamente per la realizzazione degli effetti speciali di Guerre stellari. Altre importanti realizzazioni della Industrial Light & Magic sono gli effetti speciali di Jurassic Park e delle saghe di Indiana Jones e di Harry Potter.

### Cast
Keira Knightley ha annunciato che avrebbe partecipato al film, come attrice nel ruolo di Elizabeth, solo se ci fosse stato un bacio con Johnny Depp in una delle scene. Inoltre ha usato delle extension ai capelli per le prime scene in quanto li aveva completamente tagliati per recitare nel film Domino.
Questa è la prima volta che Johnny Depp ha interpretato lo stesso personaggio per due volte. Il famoso attore ha inoltre affermato che gli piacerebbe interpretare Jack Sparrow anche dopo il terzo film, tanto ama il personaggio.
Il leggendario chitarrista dei Rolling Stones, Keith Richards, amico di Johnny Depp nonché fonte di ispirazione per lo sviluppo del personaggio di Jack Sparrow, aveva accettato di apparire nel film in un cameo interpretando il padre di Jack Sparrow, ma a causa del tour mondiale dei Rolling Stones non ha potuto mantenere la promessa. Il cameo è stato così spostato nel terzo film della saga, Pirati dei Caraibi - Ai confini del mondo. Il piccolo cameo che Richards avrebbe dovuto fare nel secondo film è stato messo nel videogioco del terzo film nel primo livello dove Jack dopo aver preso la famosa mappa della chiave di Davy Jones libera il padre che si trova in una delle prigioni del castello di Santa Barbara dopo di che sarà il padre stesso che gli consiglierà di recarsi da Tia Dalma per avere maggiori informazioni su cosa apre la chiave sulla mappa.

### Riprese
Per realizzare la prima scena del film in cui viene interrotto il matrimonio di Will ed Elizabeth, la produzione ha dovuto affrontare una sorta di alluvione perdendo ben undici giornate di lavoro.
La palude della veggente è stata ricostruita tutta quanta in un unico teatro di posa.
L'isola scelta da Gore Verbinski per realizzare tutte le scene sulla terra ferma è Dominica, tra Guadalupa e Martinica, le due isole francesi.
La scena della ruota del mulino risulta essere una delle più complesse del film: con 800 chili di peso e 5 metri di altezza, il combattimento al suo interno ha impiegato praticamente tutti i reparti della produzione e solamente le prove di questa scena sono durate cinque settimane.
Per la costruzione della chiesa diroccata sono stati impiegati quattro mesi.
Per realizzare le scene col Kraken (per la prima volta interamente prodotto in grafica computerizzata), ogni inquadratura ha impiegato mesi per essere realizzata.
Per dare più autenticità all'ultima scena, non è stato detto agli attori che a scendere le scale sarebbe stato Geoffrey Rush. Prima delle riprese era stato detto loro che a scendere sarebbe stata Anamaria (interpretata da Zoe Saldana in La maledizione della prima luna), per cui gli sguardi sorpresi degli attori sono davvero autentici. Un'altra reazione genuina è quella di Will (Orlando Bloom) durante il bacio tra Jack ed Elizabeth, la cui presenza non era stata scritta nel copione dell'attore.

## Colonna sonora
Nella colonna sonora e nel sito ufficiale è presente un remix della traccia "He's a Pirate" realizzata dal Dj Tiesto, il quale ha anche fatto un concerto a Disneyland Paris per promuovere se stesso, la Disney e il film. Inoltre la canzone è presente come bonus track nel CD della colonna sonora versione italiana.

## Distribuzione
Il film è stato distribuito nelle sale cinematografiche internazionali in gran parte a luglio 2006 ad eccetto alcune nazioni dove è stato distribuito agli inizi di agosto 2006. Per problemi di distribuzione in Italia la pellicola è uscita con ben due mesi di ritardo rispetto alle altre nazioni.
Durante le riprese il coordinatore viaggi ha prenotato 10.000 biglietti aerei e il catering ha servito oltre 20.000 pasti.
| Date di distribuzione internazionale | Date di distribuzione internazionale                                    | Date di distribuzione internazionale |
| Paese                                | Titolo film                                                             | Date                                 |
| ------------------------------------ | ----------------------------------------------------------------------- | ------------------------------------ |
| Regno Unito                          | Pirates of the Caribbean: Dead Man's Chest                              | 6 luglio 2006                        |
| Australia                            | Pirates of the Caribbean: Dead Man's Chest                              | 6 luglio 2006                        |
| USA                                  | Pirates of the Caribbean: Dead Man's Chest                              | 7 luglio 2006                        |
| Finlandia                            | Pirates of the Caribbean: Kuolleen miehen kirstu                        | 12 luglio 2006                       |
| Argentina                            | Piratas del Caribe: El cofre de la muerte                               | 20 luglio 2006                       |
| Portogallo                           | Piratas das Caraíbas: O Cofre do Homem Morto                            | 20 luglio 2006                       |
| Brasile                              | Piratas do Caribe: O Baú da Morte                                       | 21 luglio 2006                       |
| Messico                              | Piratas del Caribe: El cofre de la muerte                               | 21 luglio 2006                       |
| Giappone                             | Pirates of the Caribbean: Dead Man's Chest (tenuto il titolo originale) | 22 luglio 2006                       |
| Belgio                               | Pirates des Caraïbes: Le Secret du coffre maudit                        | 26 luglio 2006                       |
| Germania                             | Pirates of the Caribbean: Fluch der Karibik 2                           | 27 luglio 2006                       |
| Francia                              | Pirates des Caraïbes: Le Secret du coffre maudit                        | 2 agosto 2006                        |
| Spagna                               | Piratas del Caribe: el cofre del hombre muerto                          | 11 agosto 2006                       |
| Italia                               | Pirati dei Caraibi: La maledizione del forziere fantasma                | 13 settembre 2006                    |

### Doppiaggio italiano
La direzione del doppiaggio e i dialoghi italiani sono a cura di Carlo Cosolo, per conto della Cast Doppiaggio srl.

### Edizioni home video
L'uscita del film in DVD è avvenuta il 6 dicembre 2006 negli Stati Uniti d'America, mentre nel mercato italiano il 17 gennaio 2007. Il film è uscito nelle edizioni disco singolo e quella speciale, con due dischi, che contiene più di 3 ore di Extra. La Disney ha confermato che in Europa, in soli 3 giorni dall'uscita del film, sono state vendute più di 6,5 milioni di copie, e circa 10,8 milioni di copie vendute in totale. Il 6 giugno 2007 è stata resa disponibile nel mercato italiano la versione del film in alta definizione Blu-ray Disc.

#### Versione italiana
Inspiegabilmente, nei sottotitoli dell'edizione DVD italiana, Sputafuoco viene chiamato Lupo Solitario Bill Turner: tale appellativo, oltre a non corrispondere al nome che ha il personaggio nell'edizione italiana del film, non è nemmeno la traduzione dell'originale Bootstrap Bill Turner.

## Accoglienza

### Incassi
Pirati dei Caraibi - La maledizione del forziere fantasma ha guadagnato $ 423.315,812 in Nord America e $ 642.863.913 in altri territori, per un totale mondiale di $ 1.066.179.725 a fronte di un budget di $ 225 milioni.
In tutto il mondo, è il quindicesimo film di maggior incasso distribuito da Disney, il film di maggior incasso del 2006, il terzo film di maggior incasso degli anni 2000 e il film di maggior incasso della serie Pirati dei Caraibi. In Italia il film ha incassato nelle sale circa € 19.860.000. È stato il terzo film nella storia del cinema ad aver superato 1 miliardo di incassi mondiali.

### Critica
Il film ha ricevuto critiche miste. Su Rotten Tomatoes detiene un indice di gradimento del 53% basato su 228 recensioni, con un voto medio di 6,00 su 10; il consenso critico del sito web recita: "L'imprevedibilità di Depp e gran parte dell'umorismo e dell'originalità del primo film sono finite." Su Metacritic, che assegna una valutazione media ponderata alle recensioni, il film ha ricevuto un punteggio medio di 53 su 100, sulla base di 37 critici, indicando "recensioni miste o medie".
Drew McWeeny ha paragonato il film a L'impero colpisce ancora, e ha acclamato la sua oscurità nella sua rappresentazione dell'equipaggio dell'Olandese Volante e del suo climax. Il Davy Jones completamente generato al computer si è rivelato così realistico che alcuni revisori hanno erroneamente identificato Nighy come se indossasse un trucco protesico.
La rivista Empire ha dato al film 3 stelle su 4 dicendo "Depp è ancora una volta una gioia assoluta come Capitan Sparrow, fornendo un'altra prestazione che colpisce gli occhi e lascia senza parole con alcuni meravigliosi scambi di battute. In effetti, Rossio ed Elliot li sfruttano abilmente in alcuni meravigliosi pezzi d'azione. Non si sente la prevedibile struttura 'tutti gli amici insieme nella stessa ricerca', e ci sono sempre nuove sorprese, colpi di scena e contro colpi di scena e battute sfacciate dei personaggi che rimangono fedeli all'antieroico senso del divertimento originale. Dopotutto, Jack Sparrow è un pirata, un cattivo con il cappello di un eroe, un uomo guidato dall'interesse personale più che dal bene comune, che scapperà da una rissa e imbroglierà gli amici senza pensarci un secondo." Lord McLovin di MovieWeb ha dichiarato: "La seconda storia del Capitano Jack Sparrow è un'altra avventura epica!"

## Riconoscimenti
- 2007 - Premio Oscar
  - Migliori effetti speciali a John Knoll, Hal T. Hickel, Charles Gibson e Allen Hall
  - Candidatura Migliore scenografia a Rick Heinrichs e Cheryl Carasik
  - Candidatura Miglior sonoro a Paul Massey, Christopher Boyes e Lee Orloff
  - Candidatura Miglior montaggio sonoro a Christopher Boyes e George Watters II
- 2007 - Golden Globe
  - Candidatura Miglior attore in un film commedia o musicale a Johnny Depp
- 2007 - Premio BAFTA
  - Migliori effetti speciali a John Knoll, Hal T. Hickel, Charles Gibson e Allen Hall
  - Candidatura Migliore scenografia a Rick Heinrichs e Cheryl Carasik
  - Candidatura Migliori costumi a Penny Rose
  - Candidatura Miglior trucco a Ve Neill e Martin Samuel
  - Candidatura Miglior sonoro a Paul Massey, George Watters II, Christopher Boyes e Lee Orloff
- 2007 - Saturn Award
  - Migliori effetti speciali a John Knoll, Hal Hickel, Charles Gibson e Allen Hall
  - Candidatura Miglior film fantasy
  - Candidatura Miglior attore non protagonista a Bill Nighy
  - Candidatura Migliori costumi a Penny Rose
  - Candidatura Miglior trucco a C'è Neill e Joel Harlow

- 2007 - Broadcast Film Critics Association Award
  - Candidatura Miglior film per la famiglia
- 2007 - MTV Movie Award
  - Miglior film
  - Miglior performance a Johnny Depp
  - Candidatura Miglior performance a Keira Knightley
  - Candidatura Miglior cattivo a Bill Nighy
- 2006 - Satellite Award
  - Migliori effetti speciali a John Knoll, Hal T. Hickel, Charles Gibson e Allen Hall
- 2006 - Scream Award
  - Miglior film fantasy
  - Miglior sequel
  - Performance più eroica a Johnny Depp
- 2006 - Teen Choice Awards
  - Miglior film d'azione/avventura
  - Miglior attore di film drammatico/azione/avventura a Johnny Depp
  - Premio Scream Scene a Keira Knightley
  - Premio Rumble a Orlando Bloom e Jack Davenport (Will Turner vs. Norringhton)
  - Miglior cattivo a Bill Nighty
  - Hissy Fit a Keira Knightley
  - Miglior film estivo drammatico/azione/avventura

## Sequel
Nel 2007 è uscito il terzo film della saga Pirati dei Caraibi - Ai confini del mondo in cui Johnny Depp, Orlando Bloom, Keira Knightley, Geoffrey Rush, Bill Nighy, Stellan Skarsgård, Naomie Harris e Tom Hollander riprendono i loro ruoli di Jack, Will, Elizabeth, Barbossa, Davy Jones, Sputafuoco Bill Turner, Tia Dalma, Beckett, mentre Chow Yun-Fat si unisce a loro interpretando Sao Feng. Nel film è anche presente il famoso chitarrista e membro dei Rolling Stones Keith Richards nei panni del Capitano Teague, padre di Jack e custode dei Nove Pirati Nobili.
Nel 2011 e nel 2017, inoltre, sono usciti rispettivamente altri due seguiti: Pirati dei Caraibi - Oltre i confini del mare e Pirati dei Caraibi - La vendetta di Salazar.